# Ковилл, Фредерик Вернон
Фредерик Вернон Ковилл (англ. Frederick Vernon Coville, 23 марта 1867 — 9 января 1937) — американский ботаник, миколог и селекционер, занимавшийся селекцией голубики.

## Биография
Фредерик Вернон Ковилл родился в Нью-Йорке 23 марта 1867 года.
Он получил образование в Корнеллском университете. Большую часть своей карьеры Фредерик Вернон Ковилл провёл в Департаменте сельского хозяйства Соединённых Штатов, где он работал в качестве ассистента с 1888 по 1893 год и в качестве ботаника с 1893 по 1937 год. С 1893 по 1937 год он был почётным куратором Национального гербария Соединённых Штатов Америки. Ковилл сыграл важную роль в создании Национального дендрария в 1927 году. Он занимался также селекцией голубики.
Фредерик Вернон Ковилл умер в Вашингтоне 9 января 1937 года.

## Научная деятельность
Фредерик Вернон Ковилл специализировался на папоротниковидных, мохообразных, семенных растениях и на микологии.

## Научные работы
- Botany of the Death Valley Expedition. 1893.